# Delphyre drucei
Delphyre drucei là một loài bướm đêm thuộc phân họ Arctiinae, họ Erebidae.